# Paraphoxus oculatus
Paraphoxus oculatus är en kräftdjursart som först beskrevs av Georg Ossian Sars 1879.  Paraphoxus oculatus ingår i släktet Paraphoxus och familjen Phoxocephalidae. Arten är reproducerande i Sverige. Inga underarter finns listade i Catalogue of Life.